# مجمع بيزا

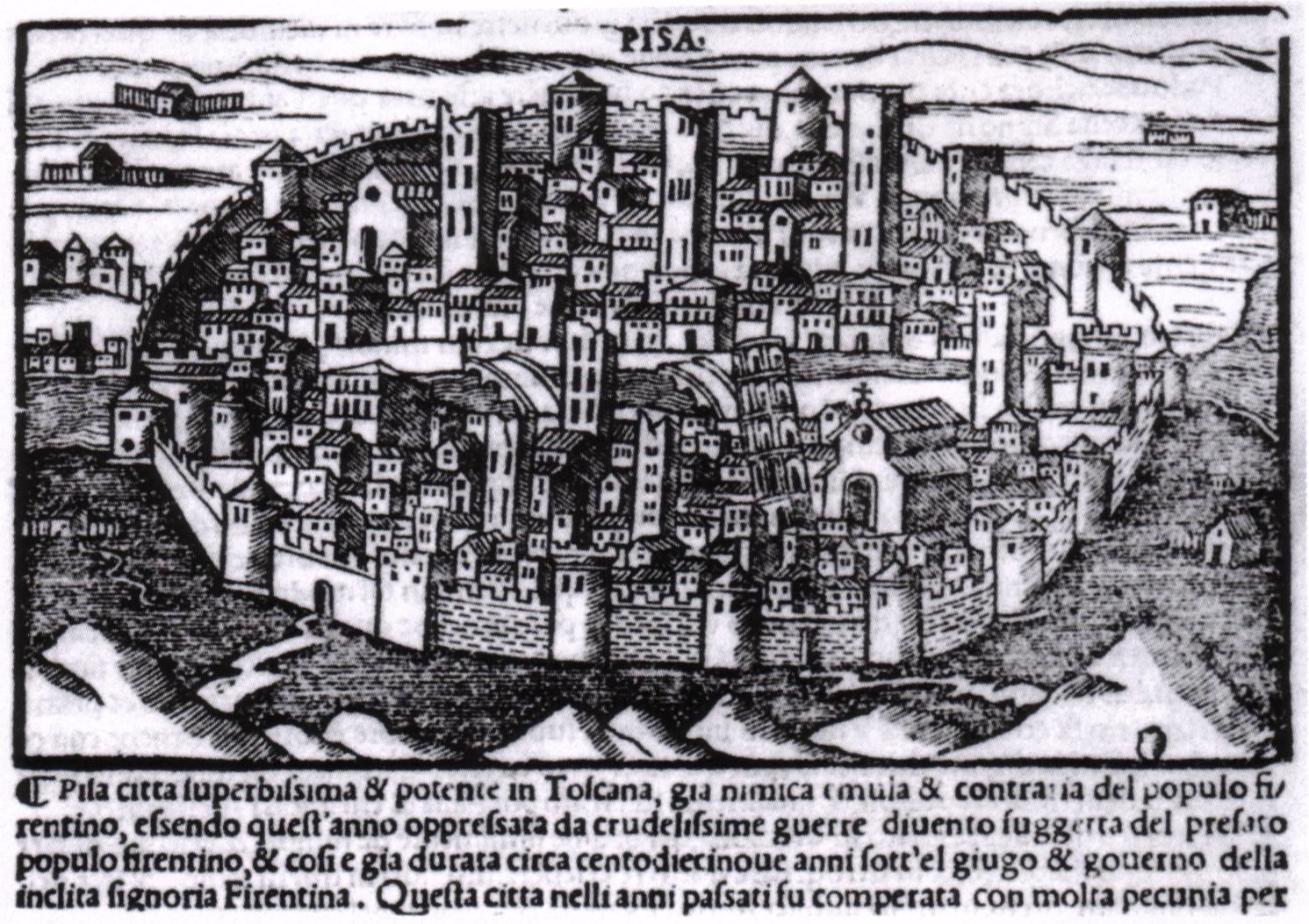

مَجْمع بيزا هو مجمع كنسي عُقد عام 1409 م في مدينة بيزا الإيطالية في محاولة لإنهاء الانشقاق الغربي الذي وقع في الكنيسة الكاثوليكية.
الانشقاق الغربي كان قد أدى إلى ازدواجية في البابوية، فكان في روما بابا وهو البابا المزيف بندكت الثالث عشر، و في آفينيون بفرنسا بابا آخر غريغوري الثاني عشر، كانت نية المجمع إنهاء هذه الازدواجية فخلعت هذين البابوين وانتخبت باباً جديداً، ولكن كِلا البابوين رفض الانصياع لأمر المجمع فأصبح في الكنيسة الكاثولوكية ثلاث باباوات.